# 文芸的な、余りに文芸的な
『文芸的な、余りに文芸的な』（ぶんげいてきな、あまりにぶんげいてきな）は、芥川龍之介が雑誌『改造』1927年（昭和2年）4月号から8月号（7月号は休載）に連載した文学評論。同時代の文豪谷崎潤一郎との「小説の筋の芸術性」をめぐる論争が特に注目された。

## 概略
この芥川対谷崎論争のそもそもの発端は、1927年（昭和2年）2月に催された『新潮』座談会における芥川の発言である。この座談会で、芥川は谷崎の作品「日本に於けるクリップン事件」その他を批評して「話の筋というものが芸術的なものかどうか、非常に疑問だ」、「筋の面白さが作品そのものの芸術的価値を強めるということはない」などの発言をした。
するとこれを読んだ谷崎が反論、当時『改造』誌上に連載していた「饒舌録」の第二回（3月号）に「筋の面白さを除外するのは、小説という形式がもつ特権を捨ててしまふことである」と斬り返した。これを受け、芥川は同じ『改造』4月号に（同誌の記者の薦めもあったと思われる）「文芸的な、余りに文芸的な——併せて谷崎潤一郎君に答ふ」の題で谷崎への再反論を掲げるとともに、自身の文学・芸術論を展開した。作中で芥川は「話らしい話のない」「最も純粋な」小説の名手として、海外ではジュール・ルナール、国内では志賀直哉を挙げた（彼は「私の好きな作家」の中でただ一言、「志賀氏。」とだけ述べている）。
以後さらに連載は続き、谷崎の再々反論、芥川の再々々反論があったが、同年7月の芥川の自殺によって、『改造』誌を舞台に昭和初頭の文壇の注目を集めた両大家の侃々諤々の論争は幕切れとなった。
互いに一歩も引かず論を戦わせた芥川と谷崎だが、格別仲が悪かったわけではなく、むしろ親交は厚かった。2人は東大系の同人誌『新思潮』の先輩・後輩であり（谷崎は第二次、芥川は第三次および第四次『新思潮』に参加）この論争の最中にも谷崎夫妻・佐藤春夫夫妻・芥川の5人で芝居に出かけたりしている。